# 新蒲田
新蒲田（日语：／ Shin-kamata */?）是東京都大田區的町。現行行政地名為新蒲田一丁目至新蒲田三丁目。郵遞區號為144-0054。人口9,576人（2013年8月1日）。

## 地理
位於大田區南部。地域北部與東矢口、西蒲田之間大約以環八通為界。地域東部與蒲田本町之間以JR東海道本線為界。地域南部鄰西六鄉。地域西部接多摩川。町內主要為住宅地。

## 歷史
1967年（昭和42年），御園二～三丁目、小林町、道塚町、古川町、西六鄉各一部分合併為新蒲田。

### 地名由來
此地與「蒲田」並無關連，是實施住居表示時命名。至於為何叫「新蒲田」則不得而知。

## 交通
町內沒有鐵路車站，東北方有蒲田站，西北方有東急多摩川線矢口渡站。此外也有東急巴士的巴士站。

## 設施
- 大田區立道塚小學校
- 大田區立大田區民中心
- 富士通解決方案廣場（富士通事業所）
- 大田區立新蒲田公園
- 蒲田電車區（京濱東北線設施）

## 備註
1. ↑  .   [2013-08-24]. （原始内容存档于2014-02-18）.